# Miguel Allen
Miguel Malik Allen Montesdeoca (* 10. Mai 2003 in La Aldea de San Nicolás) ist ein spanischer Basketballspieler.

## Werdegang
Er spielte als Kind Basketball im Verein Santo Domingo Basket auf Teneriffa, ehe er in die Jugendabteilung von Joventut de Badalona wechselte. Im April 2021 wurde er im Spiel gegen Real Madrid erstmals in Badalonas Profimannschaft in der Liga ACB eingesetzt. Um Spielerfahrung im Herrenbereich zu sammeln, wurde er 2021 an den Zweitligisten C.B. Prat ausgeliehen, bei dem er bereits im Laufe der Saison 2020/21 dank Zweitspielrecht zum Einsatz gekommen war.

### Familie
Er ist ein Neffe des früheren NBA-Spielers Ray Allen.
Seine Mutter war Handballspielerin, sein aus den Vereinigten Staaten stammender Vater Blue Allen war als Berufsbasketballspieler in Spanien tätig, der sich nach seiner Laufbahn auf Teneriffa niederließ.